# Präsidium der Obersten Volksversammlung
Das Präsidium der Obersten Volksversammlung ist, wenn nicht gerade eine Tagung der Obersten Volksversammlung stattfindet, das de jure höchste Machtorgan der Demokratischen Volksrepublik Korea. Seine Zusammensetzung, Befugnisse usw. sind in den Artikeln 113–122 der Verfassung Nordkoreas geregelt.

## Aufgaben und Funktion
Die Befugnisse und Pflichten des Präsidiums der Obersten Volksversammlung sind in Art. 116 festgelegt.
Dazu gehören:
- Einberufung der Tagungen der Obersten Volksversammlung
- Verabschiedung neuer Gesetze und Verordnungen
- Änderung bestehender Gesetze und Verordnungen
- Auslegung der Verfassung und bestehender Gesetze
- Aufsicht über die Einhaltung und Durchführung bestehender Gesetze in Staatsorganen
- Aufhebung verfassungswidriger Befehle und Anordnungen anderer Staatsorgane
- Vorbereitung der Parlamentswahlen und der kommunalen Wahlen
- Bildung und Auflösung von Komitees und Ministerien
- Ernennung und Abberufung der Mitglieder der Ausschüsse des Präsidiums
- Ernennung und Abberufung der Richter des Zentralen Gerichts
- Ratifizierung von Verträgen
- Verleihung von Orden, Medaillen und Ehrentiteln
- Ausübung des Begnadigungsrechts
- Neubildung und Änderung von Verwaltungseinheiten
- Erledigung der auswärtigen Angelegenheiten

Gemäß Art. 121 ist es dem Präsidium der Obersten Volksversammlung erlaubt, Ausschüsse zu bilden.
Das Präsidium ist der Obersten Volksversammlung gegenüber rechenschaftspflichtig (Art. 122).

## Zusammensetzung
Das Präsidium besteht aus einem Vorsitzenden, mehreren stellvertretenden Vorsitzenden, einem Sekretär, sowie aus mehreren zusätzlichen Mitgliedern. Die Mitglieder werden von der Obersten Volksversammlung gewählt.

## Vorsitzender des Präsidiums der Obersten Volksversammlung
Der Vorsitzende des Präsidiums ist gleichzeitig das offizielle Staatsoberhaupt Nordkoreas. Er vertritt gemäß Art. 117 der Verfassung das Land völkerrechtlich und empfängt die Botschafter anderer Staaten.
Anders als in Parlamenten anderer Staaten ist der Vorsitzende des Präsidiums der Obersten Volksversammlung zwar Parlamentspräsident, leitet aber nicht selbst die Tagungen der Obersten Volksversammlung. Für diese Aufgabe wird ein gesonderter Vorsitzender der Obersten Volksversammlung gewählt.

## Funktion des Präsidiums in der Praxis
De facto sind sowohl das Präsidium der Obersten Volksversammlung, als auch die Oberste Volksversammlung selbst, machtlose Gremien, deren einzige Aufgabe es ist, die Anordnungen und Befehle des Obersten Führers ohne Widerspruch, meistens sogar einstimmig, zu bestätigen. Die Mitglieder des Präsidiums stehen in der Regel auch schon vor der Wahl durch die Oberste Volksversammlung fest.
Aus diesem Grund kann der Vorsitzende des Präsidiums auch seine Pflichten als nominelles Staatsoberhaupt nicht wahrnehmen.